# Irene Preobrayensky
Irene Preobrayensky Smolovik (Montevideo, 18 de marzo de 1934-Montevideo, 19 de julio de 2015) fue una profesora de educación física, fisioterapeuta y escritora uruguaya. Tuvo un rol protagónico en la transformación de Instituto Superior de Educación Física de Uruguay (ISEF) en una institución universitaria. Una de las sedes del ISEF en Montevideo lleva su nombre en homenaje a sus aportes.

## Reseña biográfica
Irene Preobrayensky nació en Montevideo en el año 1934 de padres de nacionalidad ucraniana y rusa. Vivió su infancia en el barrio Colón.
Cursó el profesorado en educación física entre 1951 y 1953 en el Instituto Superior de Educación Física (ISEF) y la licenciatura en Fisioterapia en la Escuela de Tecnología Médica de la Universidad de la República.
Fue la primera coordinadora de la carrera de Fisioterapia de la Escuela Universitaria de Tecnología Médica, cargo que ejerció entre 1985 y 1993. Fue miembro fundador de la Asociación de Fisioterapeutas del Uruguay.
Tuvo una larga trayectoria dentro de la Comisión Nacional de Educación Física. Desempeñó cargos de cogobierno en ambos servicios universitarios y en especial fue delegada por el orden docente a la Comisión de Reestructura de ISEF entre 2006 y 2010. 
Su tarea fue muy importante en varios momentos claves del ISEF, teniendo un rol protagónico en la transformación de ISEF en una institución universitaria.
Colaboró en la reorganización y las transformaciones del Instituto luego del período de  la dictadura, como Jefa de Estudio y en la descentralización del ISEF en la región noroeste. 
En 2006 publicó el libro Actividad Física: Nuevas Perspectivas (Dunken, Argentina) junto al Dr. Yamandú Gillman. 
En sus últimos años se dedicó a viajar por el mundo y a escribir narrativa y poesía, editando el libro de cuentos y poesía Vivencias en 2014.
Falleció el 19 de julio de 2015.
En 2017, se inauguró la sede Profesora Irene Preobrayensky del Instituto Superior de Educación Física. 